# Karol Aleksander (wielki książę Saksonii-Weimaru-Eisenach)

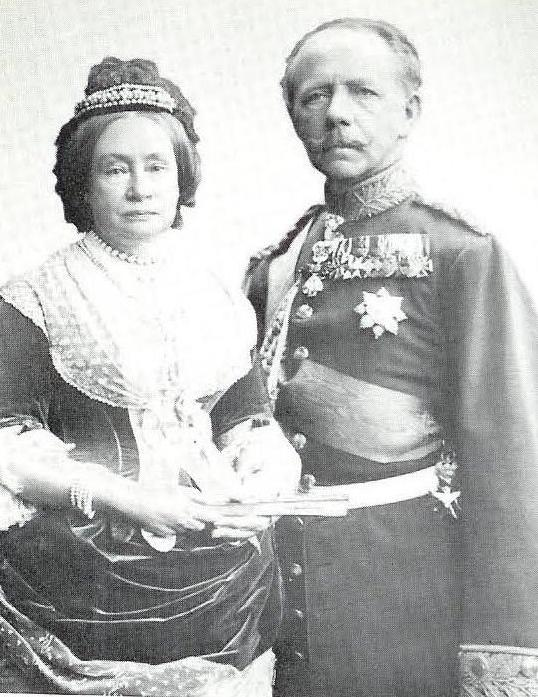
Książę Karol Aleksander i księżna Zofia

Karl Alexander August Johann (ur. 24 czerwca 1818 w Weimarze, zm. 5 stycznia 1901 tamże) – wielki książę Saksonii-Weimar-Eisenach w latach 1853–1901, tytularny wielki książę Saksonii.

## Życiorys
Był jedynym synem wielkiego księcia Karola Fryderyka i jego żony wielkiej księżnej Marii Pawłownej, który dożył wieku dorosłego.
Nad edukacją młodego księcia pieczę sprawował szwajcarski pedagog Frederic Soret. Kładł on nacisk na tzw. „nauki polityczno-dworskie”, tj. historię, geografię, języki obce, literaturoznawstwo i szereg zajęć przydatnych członkom rodów panujących w towarzystwie (fechtunek, jeździectwo itp.). Karol Aleksander przejawiał szczególny talent do nauki języków obcych, opanowując poza obowiązkowym na ówczesnych dworach francuskim także angielszczyznę, włoszczyznę i ruszczyznę. Po zakończeniu kształcenia pod okiem guwernerów Karol Aleksander przystąpił w 1835 r. do państwowego egzaminu kwalifikacyjnego po czym mógł rozpocząć studia na Uniwersytecie w Jenie. Ukończył je w 1841 r. jako doktor prawa i historii, który to tytuł uzyskał już na Uniwersytecie w Lipsku. Po zakończeniu nauki odbył półroczną służbę wojskową  w stopniu pułkownika.
Na tron wstąpił Karol Aleksander po śmierci ojca 8 lipca 1853. Podczas jego panowania państwo to stało się częścią Związku Północnoniemieckiego, a następnie Cesarstwa Niemieckiego. Książę Karol Aleksander nie brał bezpośredniego udziału w wojnie francusko-pruskiej 1870-1871. Wraz z synem uczestniczył w Wersalu w koronacji Wilhelma I na cesarza. Znany z liberalnych poglądów miał kontakty z elitą ówczesnych pisarzy i dziennikarzy. Znał Fanny Lewald i Hansa Christiana Andersena. W 1851 roku objął protektorat loży masońskiej.

## Odznaczenia
Krzyże Wielkie do 1859:
- Wielki Mistrz Orderu Sokoła Białego (Weimar)
- Order Świętego Stefana (Austro-Węgry)
- Order Świętego Andrzeja z łańcuchem (Rosja)
- Order Świętego Aleksandra Newskiego (Rosja)
- Order Świętej Anny (Rosja)
- Order Orła Czarnego (Prusy)
- Order Orła Czerwonego (Prusy)
- Order Korony Rucianej (Saksonia)
- Order Ernestyński (Saksonia)
- Order Wieży i Miecza (Portugalia)
- Order Korony Wirtemberskiej (Wirtembergia)
- Order Lwa Niderlandzkiego (Holandia)
- Order Świętego Jerzego (Hanower)
- Order Gwelfów (Hanower)
- Order Leopolda (Belgia)
- Order Wierności (Badenia)
- Order Lwa Zeryngeńskiego (Badenia)
- Order Ludwika (Hesja)
- Order Zasługi (Oldenburg)
- Order Hohenzollernów z łańcuchem (Prusy)
- Krzyż Żelazny (Prusy)

## Małżeństwo i dzieci
8 października 1842 w Hadze poślubił swoją siostrę cioteczną (córkę ciotki Anny Pawłownej) – księżniczkę holenderską Zofię. Para miała czworo dzieci:
- Karola Augusta (1844–1894), w latach 1853–1894 następcę tronu Saksonii-Weimar-Eisenach

∞ 1873 księżniczka Paulina von Sachsen-Weimar-Eisenach (1852–1904)
- Marię (1849–1922)

∞ 1876 książę Henryk VII. Reuß zu Köstritz (1825–1906)
- Annę (1851–1859)
- Elżbietę (1854–1908)

∞ 1886 książę Jan Albrecht zu Mecklenburg (1857–1920)
Po śmierci wielkiego księcia Karola Aleksandra nowym monarchą został jego wnuk Wilhelm Ernest II.